# Vrouwe der ijlingen
Vrouwe der ijlingen is een fantasyboek van de Britse schrijfster Tanith Lee. Het is het vierde deel van De Boeken van de Heren der Duisternis.

## Verhaal
De dochter van Azhram, prins der demonen heet Azhriaz. Ze werd door hem verwekt bij een vrouw van de zon: Azhriaz wordt door haar vader gevangen gehouden op een eiland in de mist, waar ze haar leven met dromen doorbrengt. Prins Chuz, meester van de waan en aartsvijand van prins Azhram is van plan haar te bevrijden en van Azhriaz zijn vrouwe der ijlingen te maken; een goddelijk wezen dat uiteindelijk de macht zou krijgen om over de wereld te regeren.

## De Boeken van de Heren der Duisternis
- 1978 -  Heerser van de Nacht (Night's Master)
- 1979 -  Meester van de Dood (Death's Master)
- 1981 -  Meester van de Waan (Delusion's Master)
- 1986 -  Vrouwe der ijlingen (Delirium's Mistress)
- 1987 -  Prinses van de Nacht (Night's Sorceries)